# Đội tuyển Davis Cup Bahamas
Đội tuyển Davis Cup Bahamas đại diện Bahamas ở giải đấu quần vợt Davis Cup và được quản lý bởi Hiệp hội quần vợt Bahamas.
Bahamas hiện tại thi đấu ở Nhóm II khu vực châu Mỹ. Họ vào đến vòng Play-off Nhóm Thế giới năm 1993.

## Lịch sử
Bahamas lần đầu tiên tham gia Davis Cup vào năm 1989. Các vận động viên Bahamas trước đó đại diện cho đội Caribbean/Tây Ấn.

## Đội hình hiện tại
- Kevin Major
- Baker Newman
- Spencer Newman
- Marvin Rolle (đội trưởng)